# 光齒真鯊
光齒真鲨（學名：Carcharhinus leiodon），為軟骨魚綱板鰓亞綱真鯊目真鲨科的其中一種，被IUCN列為瀕危保育類動物，第一個已知的標本是威廉·海因 (Wilhelm Hein) 於1902年捕獲的一條75公分長的未成熟雄鯊，並存放在維也納自然歷史博物館。1985年，紐西蘭魚類學家傑克·加里克在國家海洋和大氣管理局的技術報告中對該魚種進行了檢查，並將其描述為一個新物種。他給它起了一個特殊的種名leiodon，來自希臘語leios，意思是“光滑”，odon意思是“牙齒”，直到2008年，科威特的漁業調查發現了更多的標本。分布於西印度洋亞丁灣，深度30至40公尺，本魚體粗壯成紡錘型，鼻子短而鈍，鼻孔大且有發育良好的三角形皮瓣，眼小而圓，具有瞬膜，嘴巴形成寬闊的拱形，嘴角有很短的皺紋。上顎牙16排，下顎牙排有14-15排，牙齒形狀獨特，牙尖狹窄、直立，無鋸齒，五對鰓縫很長。胸鰭長而尖略呈鐮刀狀，起於第四和第五鰓縫之間，背鰭2個，第一背鰭中等大小，呈三角形，頂端尖，起於胸鰭基部的後部。第二背鰭很小，位於臀鰭對面，腹鰭呈三角形，比臀鰭大，後緣有一個深凹口。上尾鰭起點的尾柄上有一個新月形凹口，尾鰭不對稱，下葉發達，上葉較長，尖端附近有腹側切跡。體上部呈黃綠色至綠灰色，有時散佈著微小的黑點，腹面白色，所有的鰭都有清晰的黑色尖端，一條寬闊的深色中線條紋從第二背鰭基部延伸到上尾鰭葉的尖端，體長可達1.65公尺，棲息在近海，屬肉食性，以硬骨魚為主食，胎生，生活習性不明。